# Le Faux Miroir
Le Faux Miroir (1929) est un tableau surréaliste réalisé à l'huile sur toile par René Magritte, qui représente un grand œil humain encadrant un ciel bleu nuageux,,. Dans l'œil représenté dans le tableau, les nuages prennent la place normalement occupée par l'iris,,.

## Provenance
Magritte a peint trois versions du Faux miroir.
La version originale du Faux Miroir a été peinte au Perreux-sur-Marne, en France, en 1929. Entre 1933 et 1936, elle appartenait au photographe surréaliste Man Ray,. Le tableau a été acheté à Man Ray par le Museum of Modern Art de New York. Il est resté dans la collection permanente du MOMA depuis son achat.
Magritte peint une deuxième version du Faux miroir en 1935. L'œuvre à l'huile sur toile, au format 19 × 27 cm, se trouve dans une collection privée,,.
Une version gouache sur papier du Faux miroir, exécutée par Magritte en 1952, a été vendue aux enchères en 2010 par la maison Christie's.

## Dans la culture populaire
On dit que la peinture est l'une des inspirations du logo « œil » de la chaîne de télévision CBS de 1952, conçu par William Golden,,,,.
Le producteur de Vaporwave et New Age Eco Virtual a utilisé cette peinture comme couverture de son deuxième album, ATMOSPHÈRES 第2.